# سالول أسفع
السَّالول الأسفع حشرة من السالوليات طولها نحو 16 مم.